# Nepenthes macfarlanei
Nepenthes macfarlanei je masožravá rostlina patřící do čeledi láčkovkovité (Nepenthaceae) a rodu Nepenthes. Druh popsal William Hemsley roku 1905. Mezinárodní svaz ochrany přírody ji přiřadil status málo dotčený.

## Výskyt
Nepenthes macfarlanei roste v Malajsii, obývá její východní pohoří v oblastech Kelantan, Malaka, Pahang, Perak, Selangor a Terengganu. K životu dává přednost stinným prostranstvím na horských hřebenech, jako podrost preferuje mechy. Je to vysokohorský druh; lze ji najít v nadmořské výšce 900 až 2 100 m n. m.

## Popis
Nepenthes macfarlanei je plazivka, její šlahouny mohou dosáhnout výšky až 3 m. Listy tohoto druhu rostou na zemi, mají kožovitý povrch. Z nich vyrůstají láčky zeleného zbarvení s červenohnědými skvrnami, na zploštělém obústí okolo láčky rostou zuby.
Láčky mohou dosahovat délky až dvacet pět centimetrů a rostlina do nich lapá kořist, kterou tvoří drobní bezobratlí. Nejprve ji přiláká barvou a vůní nektaru a jakmile si potenciální kořist stoupne na voskovité obústí, spadne do láčky naplněné trávicí tekutinou, utone a je rozložena trávicími enzymy. Zředění tekutiny při dešti brání víčko, které je zespoda pokryto krátkými bílými štětinami.
Nepenthes macfarlanei je dvoudomá rostlina. Mezi opylovače patří například dvoukřídlí nebo mravenci. Plod se vyvíjí asi tři měsíce a vyprodukuje okolo 500 semen velkých asi 12 mm.

## Ohrožení
Nepenthes macfarlanei je dle Mezinárodního svazu ochrany přírody hodnocena jako málo dotčený druh, populace se počítá v desítkách tisíců. Nebezpečí způsobuje ničení přirozeného prostředí rostliny, stejně tak jako ilegální sběr rostlin z volné přírody, přestože je N. macfarlanei zapsána na Úmluvu o mezinárodním obchodu s ohroženými druhy volně žijících živočichů a rostlin, příloha II. Snižování populací ve volné přírodě následkem sběru může výrazně snížit metoda In vitro, výroba umělých klonů z tkáňové kultury, která je u tohoto druhu prováděna. Mimoto tato rostlina roste v chráněných krajinných oblastech.